# قفاعه (دهستان)
 قفاعه  (در عربی:  القفاعة )
دهستانی است در عزلهٔ (ناحیة السلام)، در شمال غربی تعز، از توابع استان تَعِز، در کشور یمن در شبه جزیره عربستان. 

## جمعیت
جمعیت این دهستان در حدود ( ۴۲۷۷ ) نفر و (۱۵ خانوار ) می‌باشد. 

## روستاها
روستاهای توابع این دهستان عبارتند از:
- روستای: المعهاد
- روستای: الشبوه
- روستای: الصریم
- روستای: الأظفار
- روستای: الدمنة
- روستای: الأساعدة
- روستای: مِدحَج